# Index Ventures
Index Ventures ist eine europäische Venture-Capital-Gesellschaft mit Hauptsitzen in San Francisco und London. Sie investiert vorwiegend in Technologieunternehmen.

## Geschichte
Die Ursprünge von Index Ventures liegen in einem schweizerischen Anleihenhandelsunternehmen namens Index Securities, das 1976 von Gerald Rimer gegründet wurde. Im Jahr 1992 holte Rimer seinen Sohn Neil in das Unternehmen, um einen Technologie-Investmentbereich aufzubauen, der sich schließlich zu Index Ventures entwickelte.
Index Ventures wurde 1996 offiziell von Neil Rimer, David Rimer und Giuseppe Zocco gegründet. Im Jahr 2003 begann das Unternehmen, in Israel zu investieren, und sammelte bis 2005 für seinen dritten Fonds 300 Millionen Euro ein. Zwei Jahre später konnte es weitere 350 Millionen Euro für den vierten Fonds akquirieren, von dem 15 bis 20 Prozent in israelische Unternehmen flossen.
Der sechste Fonds wurde 2012 mit 350 Millionen Euro von Investoren aufgelegt und konzentrierte sich auf Investitionen in Technologie-Startups in Europa, den USA und Israel.
Im Jahr 2017 sammelte Index Ventures 400 Millionen Euro für seinen siebten Fonds, mit einem Fokus auf Unternehmen in Europa, den USA und Israel.
Bereits in den frühen Jahren initiierte die Firma eine Sparte für Biowissenschaften, die 2016 als eigenständige Venture-Capital-Gesellschaft unter dem Namen Medicxi Ventures ausgegliedert wurde. Die beiden Hauptsitze von Index Ventures wurden 2002 in London und 2011 in San Francisco eröffnet.

## Investments
Index Ventures investiert hauptsächlich in Technologieunternehmen. Zu den bisherigen Investitionen gehören unter anderem Unternehmen wie Figma, Revolut, Roblox, Scale AI, Notion und Wiz.